# 東国文化歴史街道
東国文化歴史街道（とうごくぶんかれきしかいどう）とは、群馬県南部を縦横に走る国道17号、国道122号、国道353号、国道354号や、その旧道、接続道路に用いられる通称・愛称である。

## 概要
日本ロマンチック街道などと同類の、いわゆる観光街道の1つである。この街道の沿線には、旧石器時代の岩宿遺跡や、古墳時代の古墳（太田天神山古墳など）、古代-中世の律令制における国府・官衙・荘園に関する遺跡（新田荘遺跡など）、前近代の中山道・日光例幣使街道の宿場（倉賀野宿など）といった、東国文化の史跡・文化財が散在し、また街道を経由して足尾銅山や日光といった隣県の名跡にも行くことができるため、このような名称がつけられた。道路地図やカーナビ上の地図、地図検索サービスサイトのオンライン地図に表示されていることが多く、地元の住民やツーリング等においても一般的に利用されている。
街道の全容は、国道354号の起点で国道17号との交点でもある君が代橋東交差点、国道354号沿いの東北自動車道の館林インターチェンジ、国道122号の栃木県境の3箇所を頂点とする三角形におおよそ沿った形状をしている（詳細は下節を参照）。
また群馬県にはこの街道以外にも、先に挙げた日本ロマンチック街道や、上毛三山パノラマ街道、西上州やまびこ街道などユニークな名前の観光街道が存在することで知られている。

## 形成する道路
- 国道17号高崎前橋バイパス（高前バイパス） : 高崎市並榎（君が代橋東交差点）- 前橋市本町1丁目（本町一丁目交差点）
- 国道50号 : 前橋市本町1丁目（本町一丁目交差点、起点） - 前橋市本町2丁目（本町二丁目交差点）
- 国道122号 : みどり市東町沢入（栃木県境、街道端点） - 桐生市広沢町1丁目（広沢町一丁目交差点）、太田市龍舞町（県道2号分岐点） - 館林市小桑原町（小桑原交差点）
- 国道353号 : みどり市大間々町大間々 - 前橋市富士見町小暮（畜産試験場交差点）
- 国道354号 : 高崎市並榎（君が代橋東交差点、起点）- 高崎市田町（田町北交差点）、高崎市綿貫町（綿貫町交差点） - 館林市赤生田町（館林インター前交差点、街道端点）
- 国道407号 : 太田市熊野町（追分交差点） - 太田市東本町（東本町交差点）
- 県道2号前橋館林線 : 太田市東本町（東本町交差点） - 館林市北成島町（北成島町交差点）
- 県道4号前橋赤城線 : 前橋市本町2丁目（本町二丁目交差点、起点） - 前橋市富士見町小暮（畜産試験場交差点）
- 県道12号前橋高崎線 : 高崎市新後閑町 （新後閑町交差点） - 高崎市和田多中町（和田多中町交差点、終点）
- 県道13号前橋長瀞線 : 高崎市綿貫町（綿貫町交差点、国道354号との分岐点） - 高崎市綿貫町（綿貫町交差点、県道136号との分岐点）
- 県道25号高崎渋川線 : 高崎市新田町 （新田町交差点） - 高崎市住吉町（住吉町交差点）
- 県道39号足利伊勢崎線 : 太田市丸山町（丸山交差点） - 太田市石橋町（石橋十字路交差点）
- 県道68号桐生伊勢崎線 : 桐生市広沢町1丁目（広沢町一丁目交差点） - みどり市笠懸町阿左美（阿左美下原交差点）
- 県道78号太田大間々線 : 太田市石橋町（石橋十字路交差点） - みどり市笠懸町阿左美（阿左美下原交差点）
- 県道121号和田多中倉賀野線 : 高崎市和田多中町（和田多中町交差点、起点） - 高崎市倉賀野町（下町交差点）
- 県道134号新田町新後閑線 : 高崎市新田町 （新田町交差点、起点）- 高崎市新後閑町 （新後閑町交差点、終点）
- 県道136号綿貫倉賀野停車場線 : 高崎市綿貫町（綿貫町交差点、起点） - 高崎市倉賀野町（下町交差点）
- 県道316号太田桐生線 : 太田市熊野町（追分交差点、起点）- 太田市丸山町（丸山交差点）

## 周辺の史跡・文化財

### 古墳時代以前の遺跡
- 岩宿遺跡 - みどり市笠懸町阿左美、県道78号近く
  - 岩宿博物館（旧 笠懸野岩宿文化資料館）
- 日高遺跡 - 高崎市日高町、国道17号沿い

### 古墳・遺跡
- 太田天神山古墳 - 国指定史跡、太田市内ケ島町、県道2号沿い
  - 女体山古墳 - 国指定史跡
- 朝子塚古墳 - 県指定史跡、太田市牛沢町、国道354号沿い
- 御嶽神社古墳 - 太田市東町、国道354号近く
- 高林鶴巻古墳群、高林西原古墳群 - 太田市高林南町・高林西町、国道354号近く
  - 前方後円墳7基を含む80基以上の古墳が確認されている。
  - 人が乗る裸馬埴輪（市指定重要文化財）が出土。現在は群馬県立がんセンターに展示されている。
  - 沢野村63号墳
  - 中原古墳
  - 高林西原公園古墳
  - 諏訪山古墳
  - 愛宕山古墳
- 富沢古墳群 - 太田市富沢町、国道354号近く
  - 32基の古墳が確認され、現在13基の古墳が現状保存されている。
- 世良田諏訪下遺跡 - 太田市世良田町、国道354号近く
  - 竪穴建物跡5棟・古墳73基（帆立貝式古墳4基・円墳69基）などが確認された。
  - 3号墳出土埴輪（県指定重要文化財）は太田市立新田荘歴史資料館に展示されている。
- 綿貫観音山古墳 - 高崎市綿貫、国道354号沿い
  - 群馬県立歴史博物館（群馬県立近代美術館隣接）
- 保渡田古墳群 - 高崎市保渡田町・井出町、国道17号近く
  - 八幡塚古墳
  - 井出二子山古墳
  - 薬師塚古墳
  - かみつけの里博物館（三ツ寺I遺跡の出土品も展示）
- 総社古墳群 - 前橋市総社町総社・総社町植野、国道17号・県道4号近く
  - 宝塔山古墳
  - 蛇穴山古墳
  - 総社二子山古墳
  - 愛宕山古墳
  - 山王廃寺（放光寺）（現：日枝神社）
    - 7世紀後半頃に建立されたと推測されており、総社古墳群と造営時期が一部重なる。

  - 総社資料館
- 広瀬古墳群
  - 天川二子山古墳 - 前橋市文京町3丁目、国道17号・県道4号近く
  - 前橋八幡山古墳 - 前橋市朝倉町4丁目、国道17号・県道4号近く
  - 前橋天神山古墳 - 前橋市広瀬1丁目、国道17号・県道4号近く
    - 東国最古期の古墳（4世紀後半）
- 倉賀野古墳群 - 高崎市倉賀野町、県道121号沿い
  - 浅間山古墳
  - 大鶴巻古墳
  - 小鶴巻古墳

### 律令制時の寺社・官庁（官衙）跡
- 上野国分寺跡 - 高崎市引間町・東国分町および前橋市元総社町、国道17号近く
  - この近辺に東山道の群馬駅（くるまのうまや）があったと推測されている[1]。
- 総社神社 - 前橋市元総社町1丁目、国道17号近く
  - 元総社町一帯に上野国府があったとされる[2]。
- 赤城神社 - 前橋市三夜沢町、国道353号近く
- 天良七堂遺跡 - 太田市天良町・新田小金井町、県道39号・県道78号沿い
  - 上野国新田郡庁跡と推測されている[3][4][5]。
- 入谷遺跡 - 太田市新田村田町・新田小金井町、県道39号近く
  - 東山道の新田駅（にったのうまや）に関する施設と推測されている[6]。

### 荘園遺跡
- 新田荘遺跡
  - 円福寺境内、十二所神社境内 - 太田市別所町、県道2号近く
  - 総持寺境内、長楽寺境内、東照宮境内 - 太田市世良田町、国道354号沿い
    - 新田荘歴史資料館

  - 明王院境内 - 太田市安養寺町、国道354号沿い
  - 生品神社境内 新田義貞挙兵伝説地 - 太田市新田市野井町、県道39号近く
  - 反町館跡 - 太田市新田反町町、国道354号・県道39号近く
  - 江田館跡 - 太田市新田上江田町、国道354号近く
- 縁切寺満徳寺遺跡 - 太田市徳川町、国道354号近く
  - 太田市立縁切寺満徳寺資料館

### 宿場町
- 倉賀野宿 - 高崎市倉賀野町、県道121号（旧国道17号・中山道）沿い
- 高崎宿 - 高崎市本町・田町・あら町ほか、国道354号・県道25号沿い
  - 高崎城址 - 高崎市高松町、県道25号沿い
- 金古宿 - 高崎市金古町、国道17号近く
- 玉村宿 - 佐波郡玉村町上新田・下新田、国道354号（例幣使街道）沿い
- 五料宿 - 佐波郡玉村町五料、国道354号（例幣使街道）沿い
  - 五料の関（日光例幣使街道唯一の関所）
- 柴宿 - 伊勢崎市柴町、国道354号（例幣使街道）沿い
- 境宿 - 伊勢崎市境、国道354号（例幣使街道）沿い
- 木崎宿 -　太田市新田木崎町、国道354号近く
- 太田宿 - 太田市本町・東本町・西本町、県道2号沿い

### その他
- 赤城神社大鳥居「一之鳥居」 - 前橋市富士見町小暮、県道4号沿い
- 金山城址 - 太田市金山町、県道316号近く
  - 本丸跡には、新田義貞を祀った新田神社がある。
- 前橋城（厩橋城）址 - 前橋市大手町1丁目、国道17号沿い
- 高野山真言宗慈眼院 - 国道17号・県道134号近く
  - 高崎白衣大観音（高崎観音）
- 「上野三碑」
  - 山ノ上碑 - 高崎市山名町、国道17号・県道121号近く
  - 金井沢碑 - 高崎市山名町、国道17号・県道121号近く
  - 多胡碑 - 高崎市吉井町池、国道17号・県道121号近く